# 12680 Bogdanovich
12680 Bogdanovich este un asteroid din centura principală de asteroizi.

## Descriere
12680 Bogdanovich este un asteroid din centura principală de asteroizi. A fost descoperit pe 6 mai 1981 la Observatorul Palomar de Carolyn S. Shoemaker. Asteroidul prezintă o orbită caracterizată de o semiaxă mare de 2,19 ua, o excentricitate de 0,07 și o înclinație de 3,5° în raport cu ecliptica.